# Alchilare
Alchilarea este un tip de reacție chimică în chimia organică, prin intermediul căreia o grupă alchil este transferată de la o moleculă la alta. Gruparea alchil poate fi transferată ca și carbocation alchil, radical liber, carbanion sau ca și carbenă (sau structuri echivalente). Grupa alchil are formula generală CnH2n+1, unde n este un număr natural ce reprezintă numărul de atomi de carbon legați între ei în catenă. Agenții de alchilare sunt folosiți pentru alchilarea selectivă, prin adiția catenei alifatice la molecula dorită. 
Una dintre cele mai cunoscute tipuri de reacții de alchilare este alchilarea Friedel–Crafts, în care un radical alchil dintr-un derivat halogenat substituie un atom de hidrogen de la nucleul benzenic: